# Krzysztof Majerczak
Krzysztof Majerczak (1 de febrero de 1997) es un deportista polaco que compite en piragüismo en la modalidad de eslalon. Ganó una medalla de bronce en el Campeonato Mundial de Piragüismo en Eslalon de 2019, en la prueba de K1 por equipos.

## Palmarés internacional
| Campeonato Mundial | Campeonato Mundial    | Campeonato Mundial | Campeonato Mundial |
| Año                | Lugar                 | Medalla            | Competición        |
| ------------------ | --------------------- | ------------------ | ------------------ |
| 2019               | Seo de Urgel (España) | Medalla de bronce  | K1 por equipos     |